# Nadežda Bažina
Nadežda Valer'evna Bažina (in russo Надежда Валерьевна Бажина?; Penza, 29 dicembre 1987) è una tuffatrice russa.
È figlia della tuffatrice Irina Kalinina-Bažina, vincitrice della medaglia d'oro ai Giochi olimpici di Mosca 1980 nel trampolino 3 metri. Anche il padre Valery Bažina è stato tuffatore. Entrambi i genitori la allenano.

## Palmarès
- Mondiali

Budapest 2017: argento nel trampolino 1 m e bronzo nel sincro 3 m.
- Europei di nuoto/tuffi

Budapest 2006: oro nel sincro 3 m.
Budapest 2010: oro nel trampolino 3 m.
Torino 2011: argento nel trampolino 1 m, nel trampolino 3 m e nel sincro 3 m.
Eindhoven 2012: bronzo nel team event e nel trampolino 1 m.
Rostock 2013: argento nel trampolino 1 m e bronzo nel trampolino 3 m.
Berlino 2014: oro nel team event e nel trampolino 3 m.
Rostock 2015: oro nel team event, argento nel trampolino 1 m e bronzo nel sincro 3 m.
Londra 2016: oro nel team event; bronzo nel trampolino 1 m, nel sincro 3 m e nel sincro 3 m misti.
Kiev 2017: oro nel sincro 3 m, argento nel trampolino 1 m e bronzo nella gara a squadre.
Glasgow 2018: argento nel trampolino 1 m e bronzo nel sincro 3 m.

## Riconoscimenti
- LEN Award: 2017